# علی‌اکبر رفوگران
علی اکبر رفوگران تحریریان (زاده ۱۳۰۹) کارآفرین و مؤسس کارخانه خودکار بیک در ایران است.

## زندگی‌نامه
خانواده وی تباری اصفهانی داشتند. وی فرزند چهارم خانواده بود.
وی تحصیل را پس از ششم ابتدایی رها کرد و از سال ۱۳۲۱ به کار در حجره پدر مشغول شد. او از ۱۲ سالگی کار در بازار را آغاز کرد. در سال ۱۳۲۸ به سربازی رفت. وی بعدها تحصیل را به صورت شبانه دنبال کرد و چند دوره کلاس آموزش زبان انگلیسی را نیز پشت سر گذاشت تا قادر به مکالمه به زبان انگلیسی شود.
وی در اوایل سال ۱۳۳۰ با مرحوم فرح لولاور ازدواج کرد.
او مجدداً در سال ۱۳۸۲ با خانم نازیا امامی ازدواج می‌کند که او را در خانه نازیا بانو صدا می‌کند.
در سال ۱۳۳۲ پدر علی اکبر یک محموله بزرگ مداد ژاپنی خریده بود. متأسفانه در آن زمان اجناس ژاپنی کیفیت خوبی نداشتند و پرطرفدار نبودند. وی با ایده‌های خود توانست مدادها را به فروش برساند. با این موفقیت وی زیر زمین منزل را کارگاه مداد کرد. از سال ۱۳۳۲ تولید و فروش عکس برگردان را به صورت مستقل شروع کرد.
دکتر رضا یادگاری (کارآفرین اثر گذار ملی و مدیرعامل باشگاه توسعه کسب و کار یونسکو) و دكتر مهشید سنایی فرد بنیانگذاران مجموعه کتابهای ١٠٠٠ جلدى زندگى ‌نامه کارآفرینان و مدیران بزرگ ایرانی (رکورددار کتاب های کارآفرینی در سایت جهانی آمازون و برندگان جایزه ملی جلال آحمد به پاس دو دهه نگارش ادبیات اقتصادی ایران)بِه همراه دكتر على نظامى فرد به عنوان مشاور پژوهشی، کتابی را تحت نام کارآفرینی به شیوه علی اکبر رفوگران برای دانشگاه صنعتی شریف نوشتند که مورد استقبال دانشجویان و کارآفرینان بزرگ ایرانی قرار گرفت.

## راه اندازی کارخانهخودکار بیکدر ایران
رفوگران در سال ۱۳۴۲ به همراه پدر و برادرش کارخانه تولید خودکار بیک را راه‌اندازی کرد. وی ابتدا نمایندگی خودکار بیک فرانسه را می‌گیرد. مدتی بعد راهی فرانسه می‌شود. در این دیدار رئیس کارخانه بدون مقدمه از علی اکبر رفوگران پرسید چه کاری می‌توانم برای تان انجام دهم؟ و علی اکبر که خود را برای این لحظه آماده کرده بود در پاسخ او گفت: «آقای بیک یک ماشین تزریق پلاستیک از آن که اضافه دارید به اضافه یک قالب خودکار دسته دوم به من بفروشید و پولش را همین الان بردارید، من این دستگاه‌ها را به تهران می‌برم و اگر توانستم تولید را به سطحی برسانم که مورد رضایت شما باشد، اجازه تولید خودکار بیک در ایران را به من بدهید، اگر نتوانستم ماشین تزریق را نگه می‌دارم و قالب را به شما برمی‌گردانم تا سر فرصت به هرکس خواستید بفروشید و بعداً پولش را به من بدهید.» رئیس بیک که متعجب به حرف‌های علی اکبر رفوگران گوش می‌کرد با پایان یافتن صحبت‌های او با لبخند به او گفت این پشتکار را به شما تبریک می‌گویم. پس از این موافقت رئیس کارخانه بیک علی اکبر رفوگران دستگاه‌های مورد نظرش را خریداری کرد و به ایران بازگشت. او پس از بازگشت شرکت صنعتی «قلم خودکار» را تشکیل داد.

## مداد سوسمار
وی کارخانه مداد سوسمار را خرید و احیا کرد که در آستانه ورشکستگی بود.

## عطر بیک
وی در سال ۱۳۷۵کارخانه عطر بیک را از فرانسه خریداری کرد. علت رویکرد وی به تولید عطر، این بود که مخارج گمرکی واردات عطر به ایران زیاد و کاهش قیمت با تولید آن در ایران امکان‌پذیر بود، همچنین کشور ایران جمعیت جوان زیادی دارد که بسیاری از آنها قدرت خرید عطرهای گران‌قیمت خارجی را ندارند. بسیاری از همکاران رفوگران معتقد بودند نمی‌شود چنین چیزی در ایران تهیه کرد، حتی صاحب بیک فرانسه هم فکر می‌کرد این کار در ایران موفق نمی‌شود؛ اما رفوگران موافقت بیک را جلب کرد تا عطر بیک را در ایران تولید کند. او باور داشت می‌تواند محصولی با کیفیت عطرهای گران‌قیمت خارجی را با قیمت بسیار کمتر در ایران تولید کند.

## مستند خودکار
این مستند به کارگردانی محمد ثقفی در خصوص علی اکبر رفوگران ساخته شده‌است.

## نشان امین الضرب
در سال ۱۳۹۵ نشان امین الضرب به عنوان کارآفرین برتر و تلاش برای پیشرفت صنعت نوشت افزار ایران به وی اعطا شد.